# Nordhouse
 Nordhouse (en alsacià Nààrds) és un municipi francès, situat a la regió del Gran Est, al departament del Baix Rin. L'any 2004 tenia 1.518 habitants.
Forma part del cantó d'Erstein, del districte de Sélestat-Erstein i de la Comunitat de comunes del cantó d'Erstein.

## Demografia
| 1962  | 1968  | 1975  | 1982  | 1990  | 1999  |
| ----- | ----- | ----- | ----- | ----- | ----- |
| 1.194 | 1.263 | 1.299 | 1.292 | 1.333 | 1.422 |

## Administració
| Període | Identitat    | Partit |
| ------- | ------------ | ------ |
| 2001-   | Clément Hiss |        |